# Bob Odenkirk
Bob Odenkirk, właśc. Robert John Odenkirk (ur. 22 października 1962 w Berwyn) – amerykański aktor, komik, scenarzysta, reżyser i producent. 
Odtwórca roli prawnika Jamesa Morgana „Jimmy’ego” McGilla, lepiej znanego pod pseudonimem Saul Goodman w serialu kryminalnym AMC Breaking Bad (2008–2013) i spin–off Zadzwoń do Saula (2015–2022), za którą zdobył dwie Nagrody Satelity dla najlepszego aktora w serialu telewizyjnym (2021, 2023) i Nagrodę Saturna w kategorii najlepszy aktor telewizyjny (2022), był pięciokrotnie nominowany do Złotego Globu dla najlepszego aktora w serialu dramatycznym i otrzymał sześć nominacji do Nagrody Emmy.
18 kwietnia 2022 otrzymał własną gwiazdę w Alei Gwiazd w Los Angeles znajdującą się przy 1725 Vine Street.

## Życiorys
Urodził się w Berwyn w stanie Illinois jako drugie z siedmiorga dzieci Barbary Marii (z domu Baier) i Waltera Henry’ego „Wally’ego” Odenkirka, który był zatrudniony w drukarni. Dorastał na przedmieściach Chicago i w Naperville. Jego rodzina była pochodzenia niemieckiego i irlandzkiego. Jego rodzice rozwiedli się częściowo z powodu alkoholizmu ojca, co wpłynęło na decyzję Boba o jak największym unikaniu alkoholu. 
Karierę zaczynał w Saturday Night Live (1987–1991), gdzie był też scenarzystą. Zauważony przez Bena Stillera, został przez niego  zaangażowany jako scenarzysta i aktor przy realizacji The Ben Stiller Show (1992). Brał także udział w realizacji The Dennis Miller Show.
Debiutował na kinowym ekranie w roli koncertowego głupka w komedii Świat Wayne’a 2 (1993). Wystąpił w kilkunastu filmach i licznych serialach, w tym między innymi w rolach epizodycznych i gościnnych w takich produkcjach jak Roseanne, Kroniki Seinfelda (Seinfeld), Trzecia planeta od Słońca (3rd Rock from the Sun), Wszyscy kochają Raymonda (Everybody Loves Raymond), Bogaci bankruci (Arrested Development), Trawka (Weeds), Jak poznałem waszą matkę (How I Met Your Mother) czy Sposób użycia (Rules of Engagement).